# Nightdive Studios
Nightdive Studios (ранее Night Dive Studios) — американская компания, занимающаяся разработкой и изданием игр. Штаб-квартира компании расположена в городе Ванкувер, (Вашингтон).
Компания была основана в ноябре 2012 года геймдизайнером Стивеном Киком. Компания известна тем, что получала права на классические игры, которые были недоступны для совместимости с современными платформами и переиздавала их в цифровой дистрибуции. Их первым релизом стала System Shock 2 1999 года, оказавшая влияние на многие поздние игры. С тех пор Nightdive Studios стала переиздавать классические ПК-игры.
В марте 2023 года студию приобрела компания Atari SA за 10 млн долларов.

## История
Компания основана в 2012 году. В феврале 2013 года она приобрела права на цифровую дистрибуцию System Shock 2. До этого права на серию System Shock были предметом спора между компаниями Electronic Arts и Meadowbrook Insurance Group (филиал Star Insurance Company), компании, которая приобрела активы закрывшейся Looking Glass Studios. Изначально System Shock 2 был переиздан через платформу GOG.com. 11 мая 2013 года компания Night Dive Studios выпустила System Shock 2 в сервисе цифровой дистрибуции Steam.
Позднее начались переиздания других классических игр — I Have No Mouth, and I Must Scream, Wizardry VI, Wizardry VII, Wizardry 8, The 7th Guest и The 11th Hour.
В 2014 году Night Dive Studios переиздала 28 игр для детей от Humongous Entertainment, а также классическую игру Bad Mojo. В декабре 2014 года компания осуществила перезапуск шутера от первого лица 1996 года Strife в издании Strife: Veteran Edition, приобретя права на игру. Так как исходный код был недоступен, был использован код Chocolate Strife, подпроекта Chocolate Doom. В соответствии с исходной лицензией код Strife: Veteran Edition был опубликован под лицензией GPLv2 и ныне доступен на GitHub.
В феврале 2015 года Стивен Кик, CEO компании, сообщил, что они работают над выпуском игры PowerSlave в магазинах цифровой дистрибуции. Кик также объявил, что он сотрудничал с разработчиками Noctropolis и они дали ему исходный код игры, что позволит выпустить переиздание Noctropolis с обновлённой музыкой, поддержкой широкоформатных мониторов, а также позволит исправить различные недоработки.
22 сентября 2015 года, Night Dive Studios выпустила оригинальный System Shock под названием System Shock: Enhanced Edition c поддержкой обзора мышью и многими другими изменениями. Night Dive Studios сообщили, что они приобрели полные права над серией System Shock и рассматривают разработку третьей части игры, а также ремейки двух первых частей, а работать над концептуальным дизайном будет Роберт Уотерс, занимавшийся концептуальным дизайном оригинальной первой части.
30 июня 2016 года студия открыла на Kickstarter компанию сбора средств для разработки ремейка System Shock, и уже 9 июля была собрана основная сумма — 900 000 долларов. А спустя почти 3 недели, 28 июля, компания была завершена на отметке 1 350 700 долларов, при этом были достигнуты некоторые дополнительные цели, такие как расширение локаций, перенос на другие платформы и перевод на некоторые языки. В дальнейшем, Night Dive планирует продолжение сбора средств через PayPal для разблокирования остальных дополнительных целей.

## Технологии
Во время разработки обновленной версии Turok: Dinosaur Hunter Nightdive Studios наняла разработчика Сэма Вилларрила, занимавшегося обратной разработкой оригинальной версии игры для Nintendo 64. На основе его разработок компания создала универсальный движок KEX Engine, который позволял разрабатывать версии других старых игр. Помимо Turok: Dinosaur Hunter, KEX Engine использовался для издания Turok 2: Seeds of Evil, Forsaken Remastered, System Shock: Enhanced Edition (обновленная версия 2018 года), Blood: Fresh Supply, Doom 64, Quake, Shadow Man Remastered, PowerSlave Exhumed, Blade Runner: Enhanced Edition, SiN Reloaded, System Shock 2: Enhanced Edition, и Rise of the Triad: Ludicrous Edition.

## Игры

### Разработанные
| Год  | Названия                    | Разработчик                                  | Издатель           |
| ---- | --------------------------- | -------------------------------------------- | ------------------ |
| 2015 | Spirits of Xanadu           | Good Morning, Commander                      | Nightdive Studios  |
| 2016 | Womb Room                   | Bearded Eye                                  | Nightdive Studios  |
| 2023 | System Shock                | Nightdive Studios                            | Prime Matter       |
| 2024 | Doom II: Legacy of Rust     | id Software, Nightdive Studios, MachineGames | Bethesda Softworks |
| 2025 | Heretic: Faith Renewed      | id Software, Nightdive Studios               | Bethesda Softworks |
| 2025 | Hexen: Vestiges of Grandeur | id Software, Nightdive Studios               | Bethesda Softworks |

### Ремастеры и улучшенные порты
| Год  | Названия                                  | Оригинальный разработчик                | Издатель                                    |
| ---- | ----------------------------------------- | --------------------------------------- | ------------------------------------------- |
| 2014 | Strife: Veteran Edition                   | Rogue Entertainment                     | Nightdive Studios                           |
| 2015 | Noctropolis                               | Flashpoint Productions                  | Nightdive Studios                           |
| 2015 | System Shock: Enhanced Edition            | LookingGlass Technologies               | Nightdive Studios                           |
| 2015 | Turok: Dinosaur Hunter                    | Iguana Entertainment                    | Nightdive Studios                           |
| 2017 | Turok 2: Seeds of Evil                    | Iguana Entertainment                    | Nightdive Studios                           |
| 2018 | Forsaken Remastered                       | Probe Entertainment                     | Nightdive Studios                           |
| 2019 | Blood: Fresh Supply                       | Monolith Productions                    | Nightdive Studios, Atari, Inc.              |
| 2020 | Doom 64                                   | Midway Studios San Diego                | Bethesda Softworks                          |
| 2021 | Shadow Man Remastered                     | Acclaim Studios Teesside                | Nightdive Studios                           |
| 2021 | Quake                                     | id Software                             | Bethesda Softworks                          |
| 2022 | PowerSlave Exhumed                        | Lobotomy Software                       | Nightdive Studios, Throwback Entertainment  |
| 2022 | Blade Runner: Enhanced Edition            | Westwood Studios                        | Nightdive Studios                           |
| 2023 | Rise of the Triad: Ludicrous Edition      | Apogee Software                         | Apogee Entertainment, New Blood Interactive |
| 2023 | Quake II                                  | id Software                             | Bethesda Softworks                          |
| 2023 | Turok 3: Shadow of Oblivion               | Acclaim Studios Austin                  | Nightdive Studios                           |
| 2024 | Star Wars: Dark Forces                    | LucasArts                               | Nightdive Studios                           |
| 2024 | PO’ed Definitive Edition                  | Any Channel                             | Nightdive Studios                           |
| 2024 | Doom + Doom 2                             | id Software                             | Bethesda Softworks                          |
| 2024 | Killing Time: Resurrected                 | The 3DO Company                         | Nightdive Studios, Ziggurat Interactive     |
| 2024 | The Thing: Remastered                     | Computer Artworks                       | Nightdive Studios                           |
| 2025 | System Shock 2: 25th Anniversary Remaster | Irrational Games, Looking Glass Studios | Nightdive Studios                           |
| 2025 | Heretic + Hexen                           | Raven Software                          | Bethesda Softworks                          |
| 2025 | Outlaws + Handful of Missions: Remaster   | LucasArts                               | Nightdive Studios, Atari, Disney, Lucasfilm |
| TBA  | I Have No Mouth, and I Must Scream        | Cyberdreams                             | Nightdive Studios                           |
| TBA  | SiN Reloaded                              | Ritual Entertainment                    | Nightdive Studios, 3D Realms                |